# Porto da Manhenha
O Porto da Manhenha é uma instalação portuária portuguesa, localizada na Manhenha, à Ponta da Ilha, freguesia da Piedade, concelho das Lajes do Pico, ilha do Pico, arquipélago dos Açores.
Esta instalação portuária é principalmente utilizada para fins piscatórios e de recreio. Nas suas imediações encontra-se uma vasta área de Paisagem Protegida de Interesse Regional da ilha do Pico onde se preserva uma paisagem coberta por flora endémica da Macaronésia típica das florestas da Laurissilva e o Farol da Manhenha.